# دليل علمي
الدليل العلمي هو دليل يقوم بدعم أو معارضة نظرية أو افتراض علمي ومنتظر منه أن يكون تجريبي ومتوافقا مع الطريقة العلمية.معايير الدليل العلمي تختلف باختلاف الحقول محط الاهتمام لكن قوة الدليل العلمي مرهونة بنتائج التحليل الإحصائي وقوة الإطار العلمي

## مبادئ الاستدلال
يجب أن لا يغفل الدليل عن مبادئ الاستدلال مما يسمح بملاءمة المشاهدات للفرضية للإدعاء العلمي.
إن إدعاءات وظنون الشخص حول العلاقة بين المشاهدات والفرضيات ستؤثر فيما إذا كان سيعتبر ذاك الشخص مشاهداته أدلة.
وهذه الإدعاءات ستؤثر إيضا في كيفية استخدامها كدليل فعلى سبيل المثال فإن المشاهد لثبوت الأرض حسب ظنه ربما جعل مشاهدته دليلا لكن مشاهدات أخرى بمرجعية علمية ومبادئ استدلال أخرى كانت دليلا على أن الأرض تتحرك.
الطريقة الرسمية أكثر في تبيان تأثير الخلفية المعرفية هي مبدأ بيسيان.

## وجهات نظر الفلاسفة والعلماء حول الدليل العلمي
كارل بوبر يقول أن العلماء يمكن أن يطوروا نظرية يمكن تخطئتها باختبارهابدلائل أو حقائق.
بجتل ممثلا فريق العلماء مقابل فريق الفلاسفة الذين يهتمون بعلاقة الفرضية بالمشاهدات وضع عوامل لقبول المشاهدة كنظرية.
تكلم كثير من الفلاسفة في الأمر، مثل كارل هامبل ونيلسون كودمان ونوروود هانسون ورودولف كارناب. وقد بنى الرياضيون اعتماداً على الافتراضات الفلسفية شروطهم في تأسيس الدليل، وهي الشروط المشابهة لفكرة رازور والتي تقول: «التفسير الأسهل هو الصحيح».

## دور فلاسفة العرب المعاصربن
تتبع العلماء العرب خطوات الفلاسفة والعلماء الغربيين برغم أن الاهتمام بالحجج والبراهين النظيرة للدليل قديمة لدى العرب. لم يزد الكلام عن الدليل عن هذا في الغرب ولا في الشرق، وبقي الجدل قائماً، ولم تظهر نظرية جامعة، ممَّا أبقى ثغراتٍ في المفهوم، فحذا بنعمت غاندي أن يترك كل هذا ويتجه مباشرة نحو كلمة الدليل منساقاً وراء أصوله التي وضعها في تعريف المفاهيم في كتابه الأول.